# هيرمان بيكمان
هيرمان بيكمان (بالألمانية: Hermann Beckmann) (و. 1873 – 1933 م) هو فيزيائي، ومهندس من ألمانيا .
توفي في بلانكنبورغ ، عن عمر يناهز 60 عاماً.